# Port au Port East
Port au Port East est une municipalité de Terre-Neuve-et-Labrador située à l'ouest de Stephenville. Elle est limitrophe de Port au Port West-Aguathuna-Felix Cove à l'ouest et Kippens à l'est.